# Poļina Jeļizarova
Poļina Jeļizarova (* 1. Mai 1989 in Liepāja, LSSR, Sowjetunion) ist eine ehemalige lettische Leichtathletin, die im Langstrecken- und Hindernislauf an den Start geht.

## Sportliche Laufbahn
Erste Erfahrungen bei internationalen Meisterschaften sammelte Poļina Jeļizarova beim Europäischen Olympischen Jugendfestival (EYOF) 2005 in Lignano Sabbiadoro, bei dem sie in 4:22,01 min die Goldmedaille im 1500-Meter-Lauf gewann und über 3000 Meter in 9:24,18 min die Silbermedaille gewann. Anschließend siegte sie in 10:12,82 min über 3000 m Hindernis bei den Junioreneuropameisterschaften in Kaunas. Im Jahr darauf belegte sie bei den Juniorenweltmeisterschaften in Peking in 9:58,76 min den vierten Platz im Hindernislauf und 2007 gewann sie bei den Junioreneuropameisterschaften in Hengelo in 10:03,91 min die Bronzemedaille. Zudem gelangte sie bei den Militärweltspielen in Hyderabad mit 4:22,4 min auf den siebten Platz über 1500 Meter. Im Jahr darauf klassierte sie sich bei den Juniorenweltmeisterschaften in Bydgoszcz mit 10:07,15 min auf dem siebten Platz über 3000 m Hindernis und 2009 gelangte sie bei der Sommer-Universiade in Belgrad mit 10:16,93 min auf Rang elf, ehe sie bei den U23-Europameisterschaften in Kaunas in 10:23,17 min den siebten Platz belegte. Bei den Crosslauf-Europameisterschaften 2010 in Albufeira wurde sie nach 22:39 min 54. im U23-Rennen und 2011 wurde sie bei den U23-Europameisterschaften in Ostrava in 9:56,88 min Neunte im Hindernislauf. Im Jahr darauf belegte sie bei den Europameisterschaften in Helsinki in 9:41,38 min den fünften Platz, ehe sie bei den Olympischen Sommerspielen in London mit 9:38,56 min im Finale auf den elften Platz gelangte. Im Vorlauf verbesserte sie den lettischen Landesrekord zudem auf 9:27,21 min. 2013 schied sie bei den Halleneuropameisterschaften in Göteborg mit 4:15,10 min im Vorlauf über 1500 Meter aus und belegte in 9:09,86 min den achten Platz im 3000-Meter-Lauf. Im Jahr darauf kam sie bei den Europameisterschaften in Zürich im Finale über 3000 m Hindernis nicht ins Ziel und beendete daraufhin ihre aktive sportliche Karriere im Alter von 25 Jahren.
In den Jahren 2006, 2007 und 2014 wurde Jeļizarova lettische Meisterin im 3000-Meter-Hindernislauf sowie 2008 und 2011 über 1500 Meter und 2011 auch im 3000-Meter-Lauf. Zudem wurde sie 2005 und 2007 Hallenmeisterin über 3000 Meter sowie 2010 im 1500-Meter-Lauf.

## Persönliche Bestleistungen
- 1500 Meter: 4:13,96 min, 17. Juni 2012 in Schukowski
  - 1500 Meter (Halle): 4:15,10 min, 1. März 2013 in Göteborg (lettischer Rekord)
- 3000 Meter: 9:22,8 min, 13. Juli 2007 in Riga
  - 3000 Meter (Halle): 8:56,06 min, 21. Februar 2013 in Stockholm
- 3000 m Hindernis: 9:27,21 min, 4. August 2012 in London (lettischer Rekord)